# Andreas Blomqvist
Andreas Blomqvist (ur. 10 sierpnia 1978) – szwedzki gitarzysta basowy, współtwórca i członek zespołu Seventh Wonder.

## Życiorys
Andreas przyszedł na świat 10 sierpnia 1978 roku w Szwecji. Przed założeniem SW grał w wielu zespołach m.in. Blue Man Down, Explicity oraz Mankind. Zanim narodził się pomysł o założeniu Seventh Wonder, Andreas odbył służbę wojskową w szwedzkiej armii.
To właśnie Andreas zasugerował by zespół nosił nazwę Seventh Wonder, kiedy okazało się, że nazwa Neverland była już zajęta. W większości to właśnie on w imieniu zespołu udziela wywiadów oraz pisze muzykę i teksty. Wydaje się być siłą napędową całego zespołu i jego niekwestionowanym liderem.
Andreas jest także prezesem CareLigo. Firma ta świadczy usługi medyczne w celu zwiększenia liczby lekarzy, którzy zajmują się chorymi w ich domach. Pozwala to uniknąć hospitalizacji przewlekle chorych pacjentów i zapewnić im spokój.
Inspiracje muzyczne Andreasa to: Iron Maiden, Metallica, Yngwie Malmsteen, Talisman, Black Sabbath, Symphony X, Dream Theater.

## Dyskografia
- Seventh Wonder (2001)
- Temple in the Storm (2003)
- Become (2005)
- Waiting in the Wings (2006)
- Mercy Falls (2008)
- The Great Escape (2010)